# 1873 en sport
Cet article présente les faits marquants de l'année 1873 en sport.

## Aviron
- 29 mars : The Boat Race entre les équipes universitaires d'Oxford et de Cambridge. Cambridge s'impose[1].
- 17 juillet : régate universitaire entre Harvard et Yale. Yale s'impose[2].

## Badminton
- Novembre : partie de « poona » organisée par le Duc de Beaufort dans sa résidence de Badminton. Le jeu de « poona » qui fut introduit en Angleterre au début des années 1870 prend désormais le nom de badminton[3].

## Baseball
- 22 octobre : les Boston Red Stockings remportent le 3e championnat des États-Unis de baseball organisé par la National Association of Professional Base Ball Players avec 43 victoires et 16 défaites[4].

## Boxe
- 23 septembre : Tom Allen devient le Champion d'Amérique, incontesté dans la catégorie poids lourd, lorsqu'il bat Mike McCoole dans le 7e round au "Château île" près de Saint-Louis dans le Missouri[5].
- 18 novembre : Tom Allen défend son titre contre Ben Hogan à Pacific City, dans l'Iowa. Au troisième round, Hogan réclame une faute mais est elle est refusée par l'arbitre. Une émeute éclate et le combat est arrêté et déclaré match nul. Allen conserve le championnat américain, et remettra son titre en jeu qu'en 1876[5].

## Cricket
- Le Nottinghamshire County Cricket Club et le Gloucestershire County Cricket Club sont sacrés champions de cricket en Angleterre[6].

## Football
- 8 mars : à Londres (Kennington Oval), l'Angleterre s'impose 4-2 face à l'Écosse devant 3000 spectateurs. Afin de limiter les dépenses, huit des onze Écossais venaient d'Écosse, les trois autres étant résidents à Londres[7].
- 13 mars : fondation de la Fédération d'Écosse[8].
- 29 mars : finale de la 2e FA Challenge Cup (16 clubs inscrits). Wanderers 2, Oxford University 0 devant 3000 spectateurs à Lillie Bridge[9].
- Le hors-jeu, sujet de bien des dilemmes entre les différents codes de jeu, se signalera désormais au départ de la balle, et pas à l'arrivée comme c'était généralement le cas jusque-là[10].
- Fondation à Glasgow du club écossais des Rangers FC[11].

## Football canadien
- 4 octobre : Fondation du club des Argonauts de Toronto. Le jeu pratiqué jusqu'en 1880 est une forme de rugby[12].

## Golf
- 4 octobre : Tom Kidd remporte l'Open britannique à l'Old Course de St Andrews[13].

## Gymnastique
- 28 septembre : fondation de l’USGF (Union des sociétés de gymnastique de France)[14].

## Joute nautique
- 25 août : Martin (dit lou Gauche)remporte le Grand Prix de la Saint-Louis à Cette[15].

## Omnisports
- Premier numéro du journal sportif anglais (hebdomadaire) The Swimming, Rowing et Athletic Record qui devient après trois numéros The Swimming Record and Chronicle of Sporting Events[16].

## Rugby à XV
- 3 mars : match nul sans point à Glasgow entre l’Écosse et l’Angleterre[17].

## Sport hippique
- Angleterre : Doncaster gagne le Derby d'Epsom[18].
- Angleterre : Disturbance gagne le Grand National[19].
- Irlande : Kyrle Daly gagne le Derby d'Irlande[20].
- France : Boiard gagne le Prix du Jockey Club[21].
- France : Campèche gagne le Prix de Diane[22].
- Australie : Don Juan gagne la Melbourne Cup[23].
- États-Unis : Springbok gagne la Belmont Stakes[24].

## Naissances
- 9 janvier : 
  - Thomas Curtis, athlète de haies américain. († 23 mai 1944).
  - John Flanagan, athlète de lancers américain. († 4 juin 1938).
- 10 janvier : William Lambie, footballeur écossais. († ?).
- 12 janvier : Spyridon Louis, athlète grec. († 26 mars 1940).
- 21 janvier : Ernest Needham, footballeur et joueur de cricket anglais. († 8 mars 1936).
- 28 janvier : Monty Noble, joueur de cricket australien. († 22 juin 1940).
- 3 février : Antony, cycliste sur piste et pilote de courses automobile français. († 7 février 1949).
- 4 février : Étienne Desmarteau, athlète de lancers canadien. († 29 octobre 1905).
- 14 février : Théodore Champion, cycliste sur route suisse. († 31 août 1954).
- 23 février : Neilly Gibson, footballeur écossais. († ?).
- ? février : Jocky Wright, footballeur écossais. († ? 1946).
- 1er mars : Lucien Mérignac, fleurettiste français. († 1er mars 1941).
- 13 mars : Joe Walcott, boxeur britannique. († 1er octobre 1935).
- 22 mars : Joe Tracy, pilote automobile irlando-américain. († 20 mars 1959).
- 28 mars : John Geiger, rameur américain. († 6 décembre 1956).
- 7 avril : John McGraw, joueur de baseball américain. († 25 février 1934).
- 15 avril : Juliette Atkinson, joueuse de tennis américaine. († 12 janvier 1944).
- 6 mai : Harry Parker, joueur de tennis néo-zélandais. († 14 mai 1961).
- 11 mai : Frank Becton, footballeur anglais. († 6 novembre 1909).
- 1er juin : Harry Rennie, footballeur écossais. († ? 1954).
- 19 juillet : Harry Davis, joueur de baseball américain. († 11 août 1947).
- 21 juillet : Charles Schlee, cycliste sur piste américain. († 5 janvier 1947).
- 24 août : Thomas Bradshaw, footballeur anglais. († 25 décembre 1899).
- 25 août : Alphonse Steinès, journaliste sportif français. Inspirateur du parcours du Tour de France. († 22 janvier 1960).
- 17 septembre : Henri Amand, joueur de rugby à XV puis arbitre et dirigeant sportif français. Président de la FFR. († 29 septembre 1967).
- 2 octobre : 
  - Billie Gillespie, footballeur écossais. († ? 1942).
  - Plum Warner, joueur de cricket puis dirigeant sportif anglais. († 30 janvier 1963).
- 14 octobre : 
  - Raymond Clarence Ewry, athlète de sauts américain. († 29 septembre 1937).
  - Jules Rimet dirigeant de football français. Président de la FFF de 1919 à 1947 puis de la FIFA de 1920 à 1954. Créateur du championnat du monde de football. († 15 octobre 1956).
- 19 octobre : Jaap Eden, cycliste sur piste et patineur de vitesse néerlandais. († 2 février 1925).
- 30 octobre : Dave Gallaher, joueur de rugby à XV néo-zélandais. († 4 octobre 1917).
- 5 novembre : Teddy Flack, athlète de demi-fond et joueur de tennis australien. († 10 janvier 1935).
- 18 novembre : Francisco Villota, joueur de pelote basque espagnol. († 7 janvier 1950).
- 20 novembre : Paul Bablot, pilote de course automobile français. († 23 décembre 1932).
- 22 novembre : Alfred Bowerman, joueur de cricket britannique. († 20 juillet 1947).
- 24 novembre : Herbert Barrett, joueur de tennis britannique. († 27 juillet 1943).
- 27 novembre : Mike Grant, hockeyeur sur glace canadien. († 20 août 1955).
- 25 décembre : Nicol Smith, footballeur écossais. († 6 janvier 1905).
- ? décembre : James Henry Jones, footballeur anglais. († 27 décembre 1955).
- ? : Syd King, footballeur anglais. († ? 1933).

## Décès
- 28 octobre : John C. Heenan, 39 ans, boxeur anglais. (° 2 mai 1834).
- ? : Edmond Barre, 71 ans, joueur de jeu de paume français. (° ? 1802).